# Apanteles cordoi
Apanteles cordoi är en stekelart som beskrevs av De Santis 1980. Apanteles cordoi ingår i släktet Apanteles och familjen bracksteklar. Inga underarter finns listade i Catalogue of Life.